# Lajos Szmrecsányi

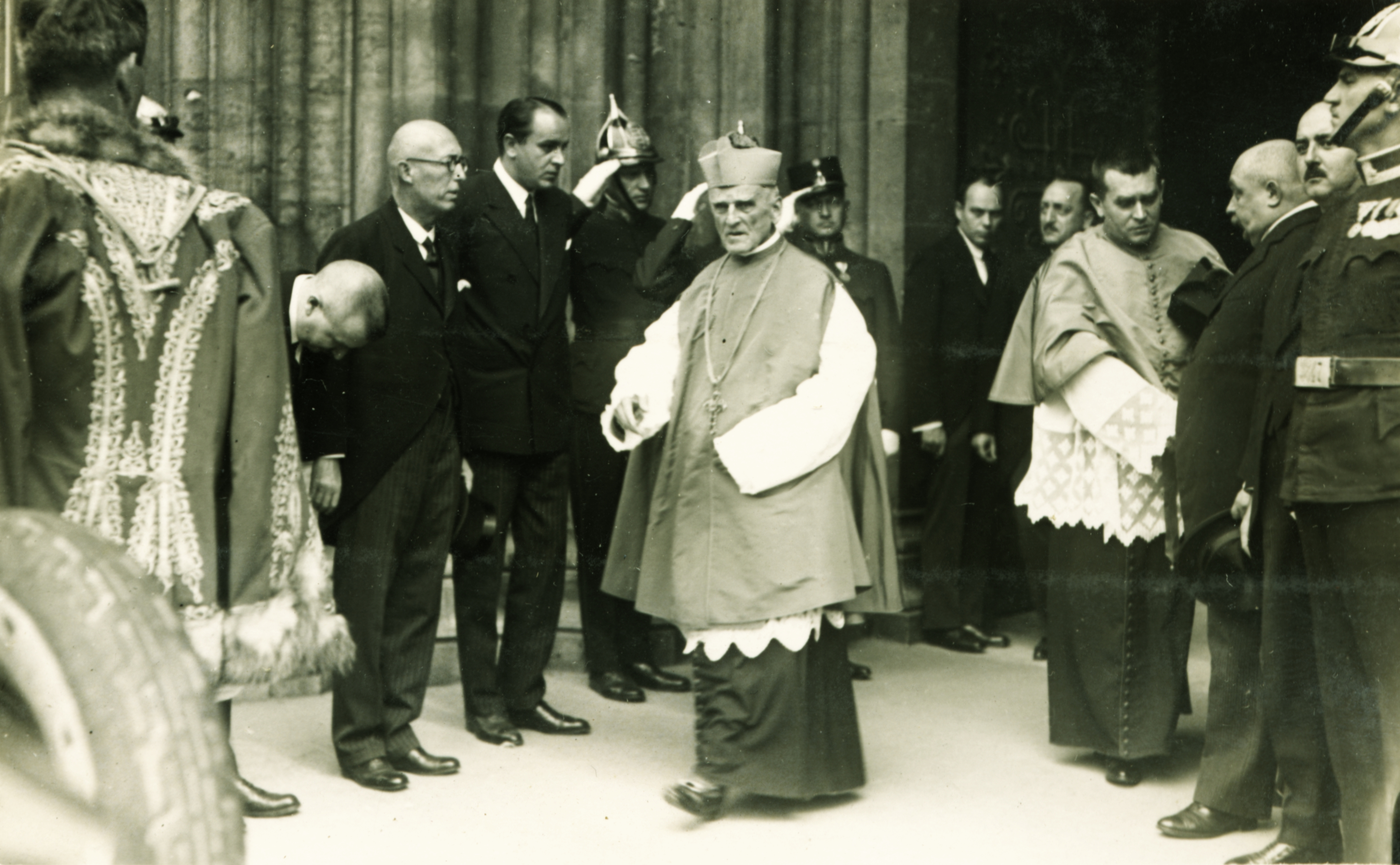
Lajos Szmrecsányi nach einem Requiem vor der Matthiaskirche in Budapest (1930).

Lajos Szmrecsányi von Szmrecsány (auch Ludovít Szmrecsányi; * 24. April 1851 in Darócz, Königreich Ungarn; † 28. Januar 1943 in Eger) war ein ungarischer Geistlicher.
Szmrecsányi wurde in eine alte adelige Familie mit fünfzehn Kindern geboren und war der Sohn von Jenő Szmrecsányi (1812–1887) und Mária, geborene Baronin Berzeviczy (1819–1888). Seine Brüder waren Miklós Szmrecsányi (1854–1936), Schriftsteller und Rechtsanwalt, und Pál Szmrecsányi (1846–1908), Bischof von Szepes und von Nagyvárad.
Szmrecsányi wurde am 28. August 1873 zum Priester geweiht. 1891 wurde er erzbischöflicher Sekretär, 1897 Domkapitular und 1898 zum Titularabt in Siklós.
Papst Pius X. ernannte ihn am 14. November 1904 zum Titularbischof von Magydus und Weihbischof in Eger. Jozef Samaša, Erzbischof von Eger, weihte ihn am 30. April 1905 zum Bischof. Mitkonsekratoren waren Sandor Párvy, Bischof von Szepes, und Wolfgang Radnai, Bischof von Besztercebánya. Am 26. März 1912 ernannte der Papst Pius X. ihn zum Titularerzbischof von Cyrrhus und Koadjutor-Erzbischof von Eger. Als Jozef Samaša am 20. August 1912 starb, folgte er ihm als Erzbischof nach. Von 1912 bis 1918 war er als Erzbischof Mitglied des Magnatenhauses im ungarischen Reichstag. 1927 war er Kandidat für den erzbischöflichen Stuhl von Esztergom.
Seit 2019 heißt der Erzbischofsgarten (Érsekkert) von Eger ihm zu Ehren Szmrecsányi Lajos Érsekkert.